# スポーラン

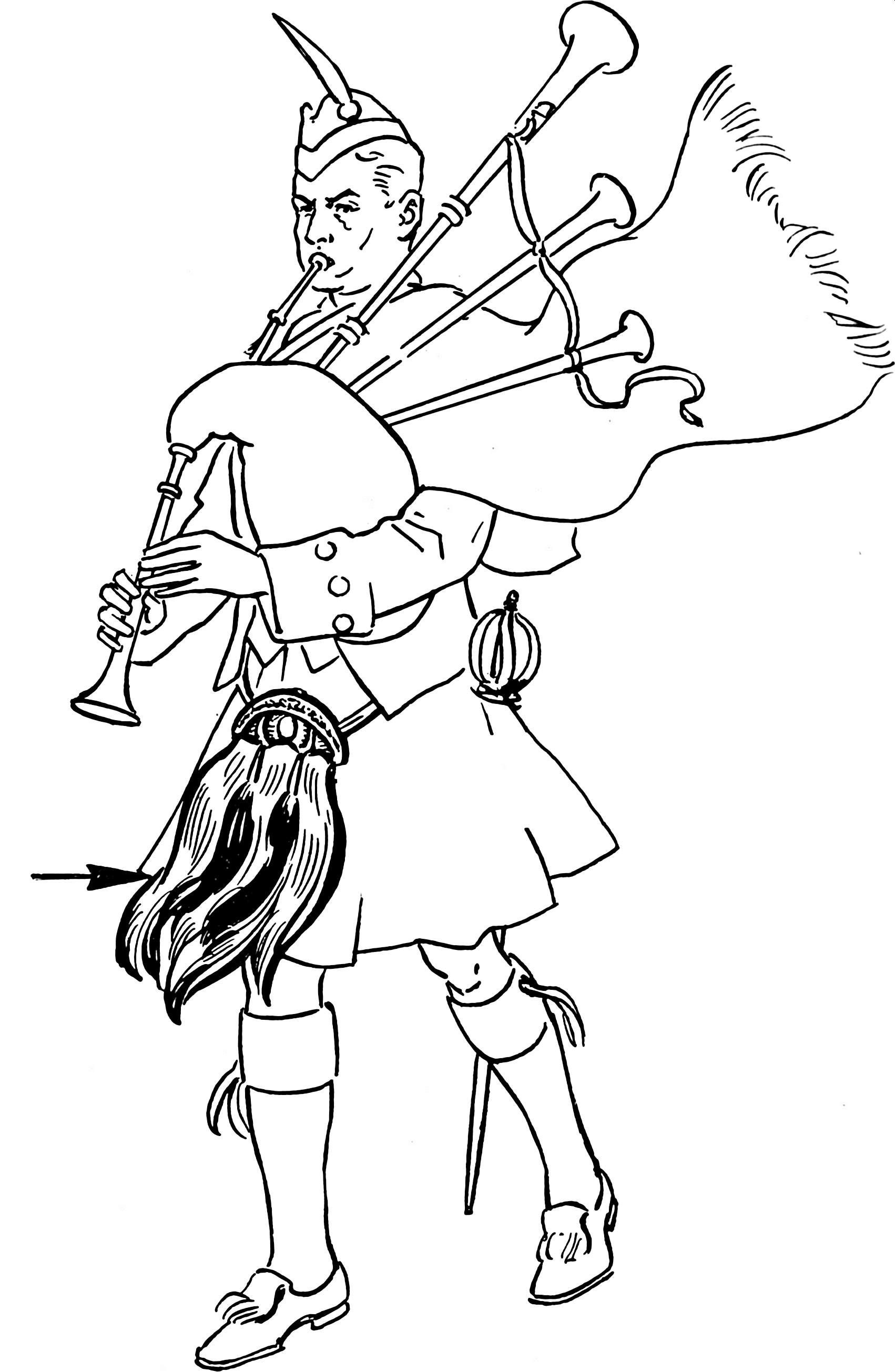
ハイランドドレスのバグパイパー

スポーラン（スコットランド・ゲール語: sporan）はスコットランド、特にハイランド地方の伝統的な服飾品（ハイランド・ドレス）の一つであり、ポケットのないキルトにおいて同様の役割を果たす小型のバッグ、ポーチである。皮革、毛皮を用いて作製され、正装の際には欠かせないものである。スポーランは革紐や鎖によって腰から鼠蹊部の前に吊るされるのが伝統的なスタイルである。

## 特徴
キルトにはポケットが存在しないため財布の代わりとして、または小物や貴重品を収納するために用いられる。中世ヨーロッパにおいて普及したベルトポーチの一つであり、スポーラン以外はほとんどポケットに取って代わられた。スポーランはベルトのバックルより下に吊るされ、そのスタイルやデザインに合うように製作されている。キルトのバックルは非常に装飾的で、スポーランの金属製の蓋（キャントル、cantle ）や、スキアン・ドゥと呼ばれる小型ナイフにも同様の文様・意匠がなされている。
キルトをまとった正装では欠かせないものであり、また用途によっていくつかの種類に分類される。伝統的には男性専用であったが女性のハンドバッグとしても用いられている。
車の運転やダンス、ドラムの演奏など重いポーチが邪魔になるようなときは、スポーランは前面からずらされ、よりカジュアルなポジションである腰の横に吊るされる。

## 種類

### デイ・スポーラン
比較的装飾が少なく、全体が皮革でできているスポーラン。2本から3本の飾り房を持ち、表面にケルト文様が施されていることが多い。フォーマルな場では着用されない。

### ドレス・スポーラン
デイ・スポーランよりも装飾が豊富である。ヴィクトリア時代のものは特に装飾がきめ細かである。スターリングシルバーまたは銀で出来たキャントルを持ち、バッグの表面は毛皮で覆われ、飾り房を持つ。キャントル部分にはケルト文様の装飾が施される。また、宝石類で装飾されたり、セント・アンドルーやアザミなどのスコットランドに関係するエンブレムが描かれることもある。

### アニマルマスク・スポーラン
アナグマやキツネなどといった哺乳類の毛皮から作られるスポーランで、蓋の部分が動物の頭となっている。

### ホースヘア・スポーラン
非常に大きなスポーラン。主に軍隊やバグパイプの奏者が着用する。

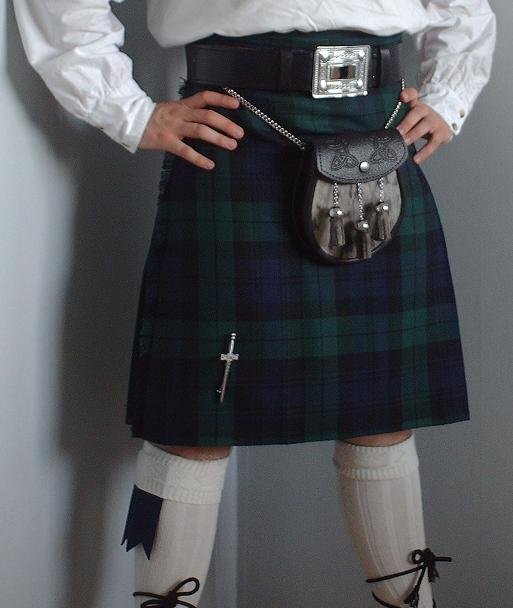
腰から吊り下げられたスポーラン
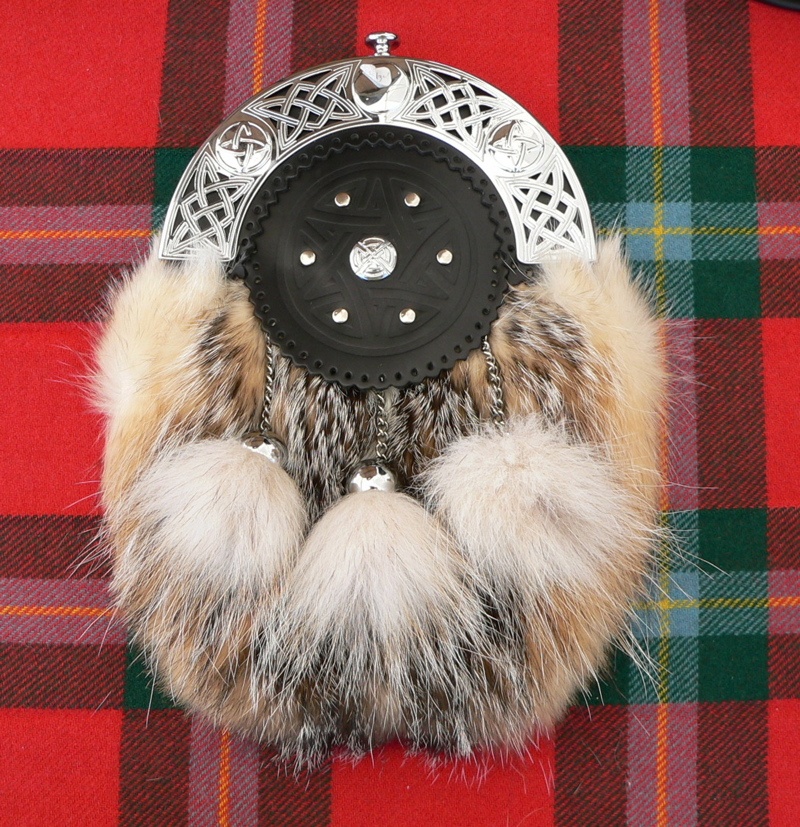
ドレス・スポーラン
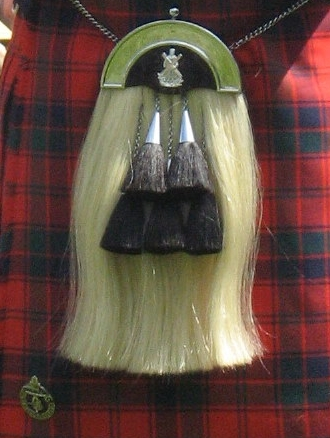
ホースヘア・スポーラン
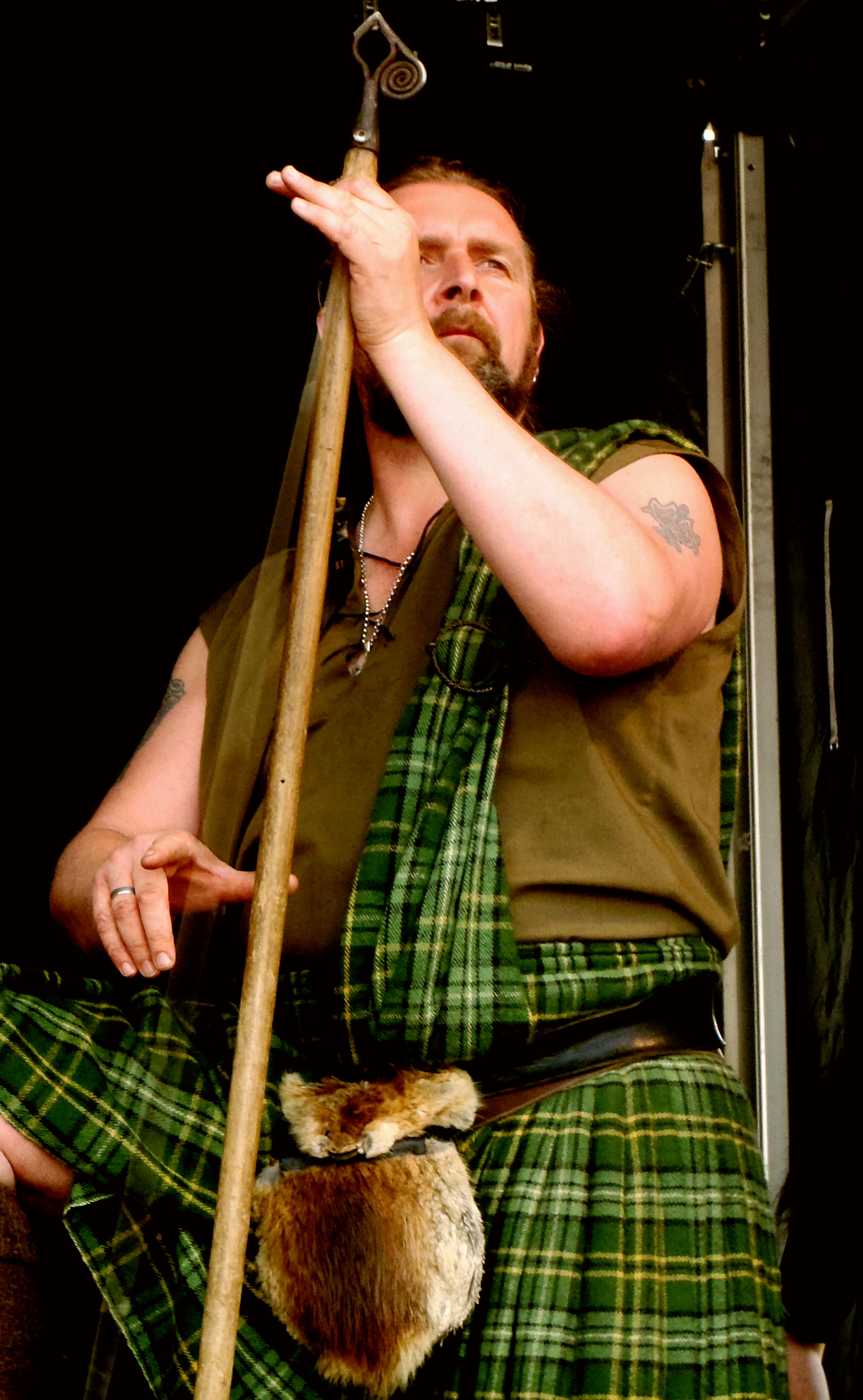
アニマルマスク・スポーラン

## 素材にまつわる問題
スポーランは動物の皮革から製作されており、その所持および輸出入は動物の保護を目的とした規制により制限されており、規制動物の皮革などを使用したスポーランの所持には許可が必要となっている。BBCは2007年に「スポーランの着用にはライセンスが必要（Sporran wearers may need licence）」と題した記事を掲載したが、多くのスポーランは規制対象の動物を用いておらず、必ずしもライセンスが必要というわけではない。